# Štěpánka Ptáčková

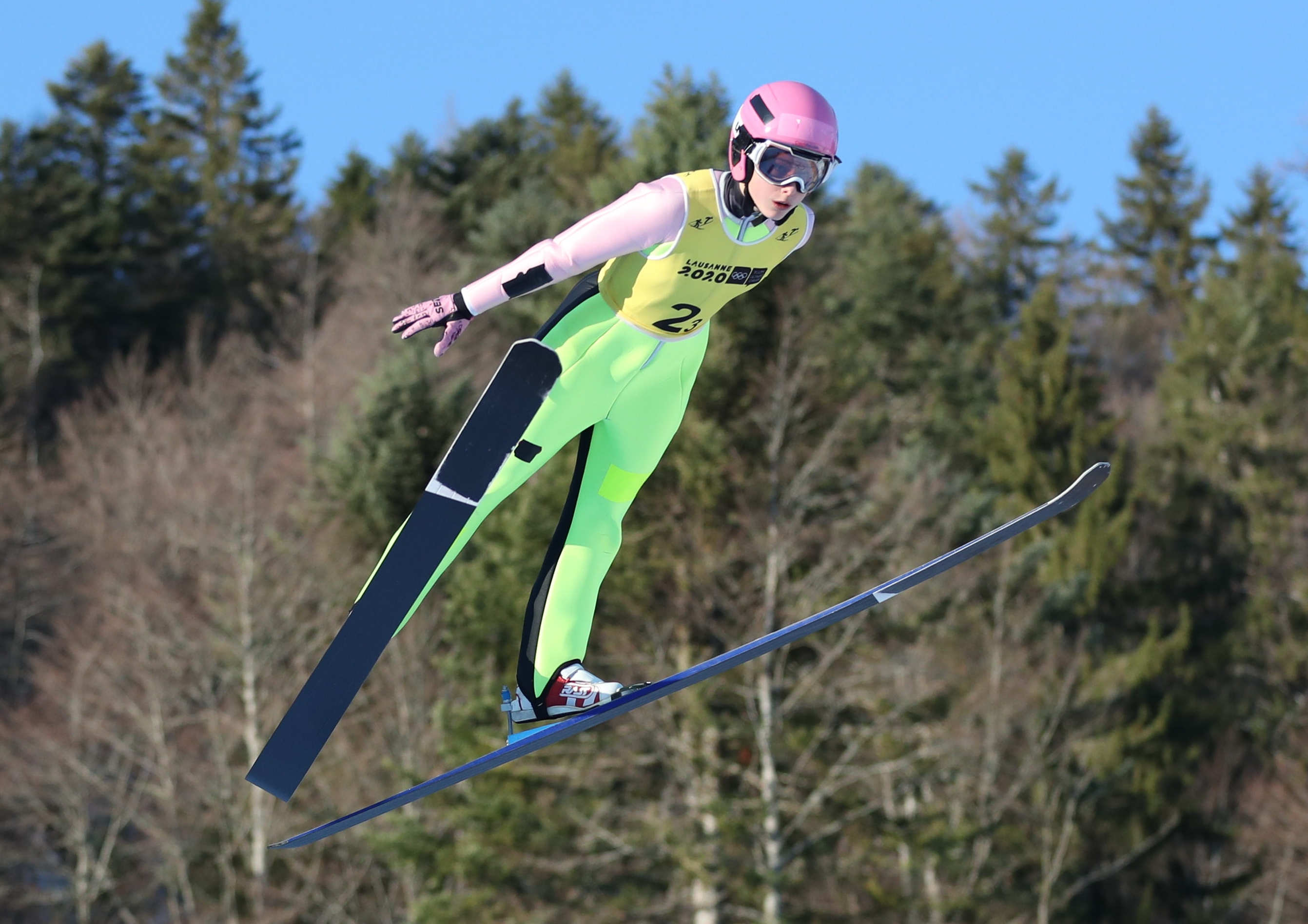
Bei den Olympischen Jugend-Winterspielen 2020

Štěpánka Ptáčková (* 18. März 2002) ist eine tschechische Skispringerin.

## Werdegang
Štěpánka Ptáčková debütierte am 13. und 14. August 2014 in Pöhla im Skisprung-Alpencup, wo sie die Plätze 15 und 17 belegte. Ihre nächsten Wettbewerbsstarts erfolgten erst rund anderthalb Jahre später im März 2016 im Rahmen zweier FIS-Cup-Wettbewerbe in Harrachov, wo sie die Plätze 28 und 31 erreichte. Seitdem nimmt sie regelmäßig an Wettbewerben des Alpen- und FIS Cups teil. Am 15. und 16. Dezember 2017 debütierte Ptáčková in Notodden im Continental Cup, wo sie den 12. und den 10. Platz erreichte und damit zugleich ihre ersten Continental-Cup-Punkte erzielte. Am 28. Juli 2018 nahm sie zudem in Hinterzarten das erste Mal an einem Wettbewerb des Skisprung-Grand-Prix teil und wurde 21., womit sie auch ihre ersten Grand-Prix-Punkt holte. Am 6. Oktober wurde sie in Rožnov pod Radhoštěm von der Mittelschanze Na Bučiskách tschechische Meisterin.
Bei den Junioren-Skiweltmeisterschaften 2019 in Lahti im Januar 2019 belegte Ptáčková im Einzelwettbewerb den 28. Platz und im Mixed-Teamwettbewerb zusammen mit Sebestian Kellermann, Zdeňka Pešatová und Radek Selcer den zehnten Platz. Am 17. Februar 2019 qualifizierte sie sich in Oberstdorf erstmals für ein Weltcupspringen, verpasste als 33. aber die Punkteränge. Nur zwei Wochen später erreichte sie bei den Nordischen Skiweltmeisterschaften 2019 in Seefeld den 29. Platz und rangierte sich so als beste Tschechin ein. Es war bis dato ihr bestes Resultat auf diesem Niveau. Mit der tschechischen Frauen- und der Mixed-Mannschaft wurde sie jeweils Neunte. Beim Weltcupspringen am 10. März 2019 im norwegischen Oslo gewann sie als 25. ihre ersten Weltcuppunkte.
Bei den Tschechischen Meisterschaften 2018 am 8. Oktober 2018 in Rožnov pod Radhoštěm gewann Ptáčková im Damen-Einzel die Goldmedaille.
Bei den Olympischen Jugend-Winterspielen 2020 gewann Ptáčková hinter der Russin Anna Schpynjowa und der Französin Joséphine Pagnier die Bronzemedaille im Einzelspringen. Im Mixed-Team-Wettbewerb landete sie gemeinsam mit ihrer Mannschaft auf dem achten Platz.

## Statistik

### Weltcup-Platzierungen
| Saison  | Platz | Punkte |
| ------- | ----- | ------ |
| 2018/19 | 49.   | 06     |
| 2019/20 | 44.   | 07     |

### Grand-Prix-Platzierungen
| Saison | Platz | Punkte |
| ------ | ----- | ------ |
| 2018   | 40.   | 010    |
| 2019   | 46.   | 001    |
| 2020   | 11.   | 024    |

### Continental-Cup-Platzierungen
| Saison  | Sommer | Sommer | Winter | Winter | Gesamt | Gesamt |
| Saison  | Platz  | Punkte | Platz  | Punkte | Platz  | Punkte |
| ------- | ------ | ------ | ------ | ------ | ------ | ------ |
| 2017/18 | –      | –      | 25.    | 048    | 43.    | 048    |
| 2018/19 | 18.    | 023    | 19.    | 080    | 25.    | 103    |
| 2019/20 | 28.    | 064    | –      | –      | 51.    | 064    |
| 2021/22 | –      | –      | –      | –      | 77.    | 025    |